# Línea 192 (Montevideo)
La línea 192 de la red de transporte urbano de Montevideo une Parque Rodó con el barrio Manga. 

## Recorridos

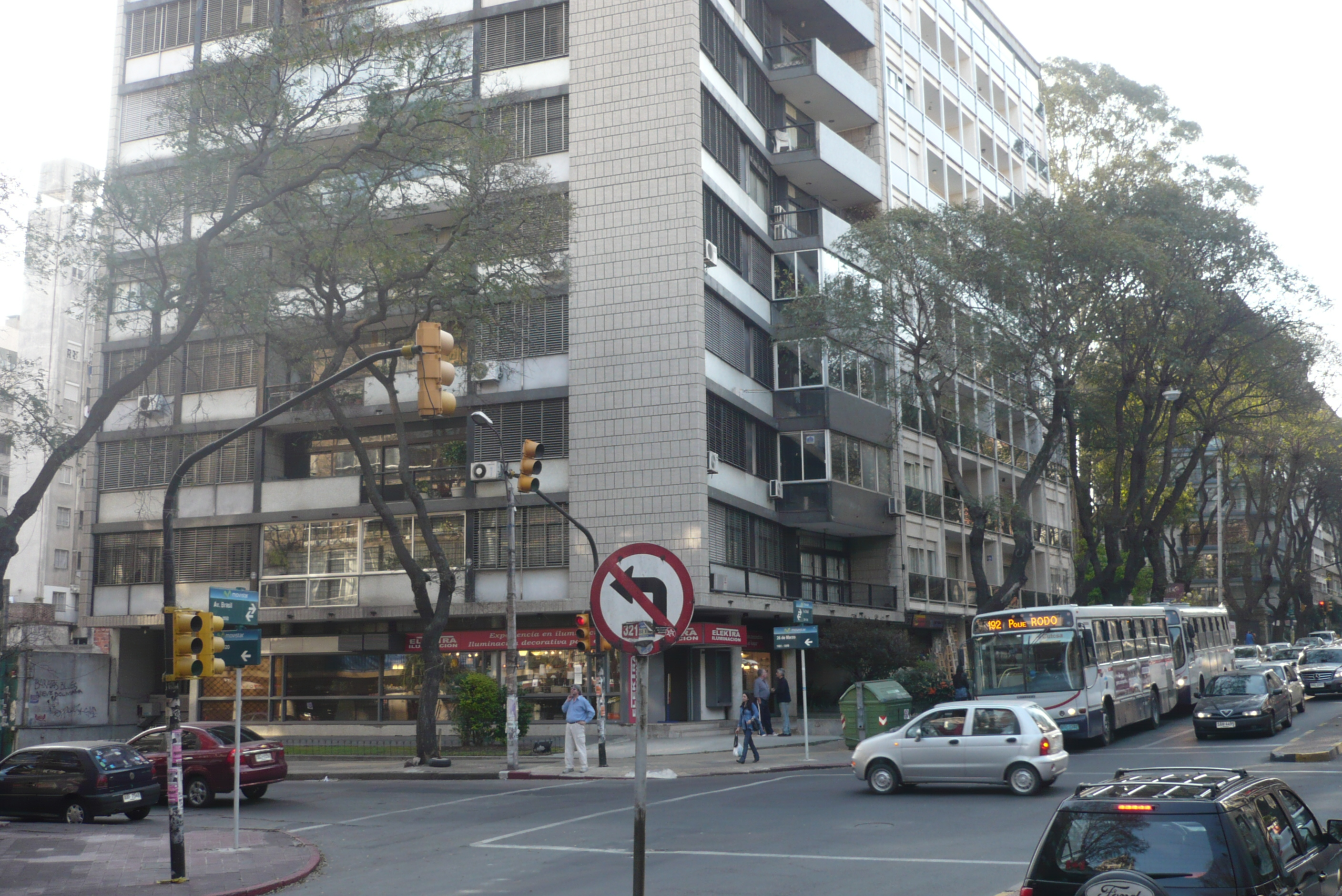
Línea 192 en 2011

| Ida - Terminal Parque Rodó - Joaquín de Salterain - Avenida Gonzalo Ramírez - Avenida Julio Herrera y Reissig - Ingeniero García de Zúñiga - Bulevar Artigas - Ramón Fernández - José Ellauri - Avenida Brasil - Avenida Francisco Soca - Avenida Américo Ricaldoni - Avenida Centenario - Asilo - Av Luis Alberto de Herrera - Avenida Dámaso Antonio Larrañaga - Mariano Estapé - José María Guerra - Corredor General Flores - Avenida José Belloni - (Estación Manga) - Avenida José Belloni - Camino Andaluz | Vuelta - Avenida José Belloni - (Estación Manga) - Avenida José Belloni - Corredor General Flores - José María Guerra - Mariano Estapé - Avenida Dámaso Antonio Larrañaga - Joanicó - Avenida Luis Alberto de Herrera - Avenida Centenario - Avenida Américo Ricaldoni - Av.Ing Luis P.Ponce - Dr.Prudencio De Pena - Avenida Francisco Soca - Libertad - Avenida Brasil - 26 de Marzo - José Ellauri - Ramón Fernández - Bulevar Artigas - Benito Nardone - Avenida Julio Herrera y Reissig - Avenida Gonzalo Ramírez - Pablo De María, hasta Luis Piera - Terminal Parque Rodó |

## Barrios
El 192 circula por los barrios: Parque Rodó, Punta Carretas, Villa Biarritz, Pocitos, Parque Batlle, La Blanqueada, La Unión, Villa Española, Ituzaingó, Maroñas, Piedras Blancas y Manga.

## Destinos intermedios
IDA
1. Piedras Blancas  (Avenida José Belloni y Camino Domingo Arena)
2. Hipódromo  (José María Guerra y Avenida General Flores)

VUELTA
1. Avenida 8 de Octubre y Avenida Luis Alberto de Herrera
2. Estadio Centenario
3. Punta Carretas
4. Rivera (Rivera y F. Soca)